# Far Cry 6
Far Cry 6 è un videogioco d'azione-avventura sviluppato da Ubisoft Montreal e Ubisoft Toronto e pubblicato da Ubisoft. Il gioco era originariamente previsto per Microsoft Windows, PlayStation 4, PlayStation 5, Xbox One, Xbox Series X/S e Google Stadia il 18 febbraio 2021 ma il 29 ottobre 2020 Ubisoft ha annunciato che l'uscita è stata rinviata; successivamente Ubisoft con un evento il 28 maggio ha rivelato che la data d"uscita sarà il 7 ottobre 2021. È il nono capitolo della serie (oltre i canonici 5 ci sono gli episodi senza numerazione Blood Dragon, Primal e New Dawn). Il giocatore assume il controllo di un rivoluzionario che ha intenzione di ribellarsi alla dittatura di una fittizia isola caraibica, per liberare il proprio popolo.

## Modalità di gioco

### Ambientazione e trama
Far Cry 6 è un videogioco d'azione-avventura e sparatutto in prima persona. Ambientato nell'isola caraibica fittizia di Yara, un paradiso tropicale congelato nel tempo. L'isola è governata da "El Presidente" Antón Castillo (Giancarlo Esposito), oltre al ruolo di dittatore Antón si differenzia ricoprendo anche il ruolo di padre, istruendo suo figlio Diego Castillo (Anthony Gonzalez), incerto sul proprio futuro, se seguire oppure no le orme del padre. Esposito ha descritto il suo personaggio come un leader: "temuto dal suo popolo, che detiene una leadership forte e solida", ma che si trova bloccato nel bel mezzo di una ribellione.
Antón è stato educato fin dall'infanzia a governare, suo padre infatti, ex dittatore di Yara, venne ucciso nella rivoluzione del 1967 che si scatenò proprio a causa della sua tirannia e che portò l'isola alla rovina. In seguito alla morte del padre, Antón dedicò la sua vita per reclamare ciò che credeva suo di diritto. Dopo una controversa campagna, Antón viene eletto Presidente di Yara, con la promessa di riportare il Paese al suo antico splendore. In breve tempo però si dichiara presidente a vita e inizia a reprimere violentemente coloro che gli si oppongono, costringendoli ai lavori forzati nei campi di tabacco della nazione. Tabacco dal quale, tramite l'applicazione di un velenoso fertilizzante (sparso in grande quantità nelle piantagioni e che intossica sia chi ci lavora sia chi vive nelle vicinanze), si ricava il Viviro, un farmaco miracoloso in grado, a detta del governo, di contrastare il cancro. Nonostante la presenza di questo prodigioso medicinale, Antón decide inspiegabilmente di non commercializzarlo con il resto del mondo (anche a causa dell'embargo posto all'isola in seguito alla prima rivoluzione) privandolo da una potenziale cura contro il cancro e danneggiando l'economia del proprio Paese.
Il giocatore assume il controllo di un guerrigliero (o una guerrigliera, in base alla scelta iniziale del giocatore) di nome Dani Rojas, che combatte per la libertà di Yara dal governo tirannico di Castillo. La modalità di gioco come per i precedenti capitoli della serie, vede il giocatore utilizzare le armi improvvisate, i veicoli, la possibilità di reclutare gli Amigos (ossia degli animali che aiutano il protagonista nelle battaglie contro il regime di Antón) ed entrare a far parte di Libertad, il più importante movimento di guerriglia intento a rovesciare il governo del dittatore.

## Sviluppo
La produzione del gioco era in via di sviluppo già da quattro anni dal momento del suo annuncio, avvenuto a luglio 2020. Navid Khavari, direttore della sceneggiatura, disse che fecero diverse ricerche sulle rivoluzioni del passato, si imbatterono nell'ideale della rivoluzione moderna della guerriglia come la Rivoluzione cubana, la quale ha dato diverse idee su come far andare le vicende del protagonista nella sua lotta contro un governo repressivo. Khavari aggiunse che: "Per noi è stato essenziale garantire al protagonista un investimento personale in quella rivoluzione". Scegliendo come ambientazione Cuba, si ritorna ad un ambiente tropicale, una caratteristica ben marcata dei primi capitoli della serie di Far Cry, oltre a dare al gioco un aspetto intramontabile (senza tempo), a causa dei continui blocchi economici che l'isola subì nel corso degli anni, fino a mescolare le auto d'epoca con le armi moderne. Khavari trascorse un mese a Cuba per studiare e analizzare la nazione, a partire dai rapporti sociali, in modo da sviluppare un ambiente di gioco realistico e fedele.
La prima notizia del videogioco, fu attraverso l'attore Giancarlo Esposito che disse di aver recentemente preso parte ad un "videogioco importante" nella realizzazione del motion capture e nel doppiaggio. Poco dopo, apparvero in rete alcuni leak sull'esistenza effettiva di Far Cry 6, comprese alcune immagini in cui mostravano un personaggio con le sembianze di Esposito. La stessa Ubisoft confermò l'esistenza del videogioco pochi giorni prima del suo annuncio attraverso i social media, il 12 luglio 2020 all'evento streaming Ubisoft Forward fu presentato un trailer ufficiale del videogioco, con annesso la data di uscita.
Anthony Gonzalez ha preso parte al progetto, sia con il doppiaggio che con il motion capture per Diego. Esposito e Gonzalez avevano solamente fatto il doppiaggio e il motion capture per il trailer del videogioco, ciò ha dato tempo agli sviluppatori di creare i modelli dei personaggi più simili ai due attori. Esposito era particolarmente interessato alla cattura delle espressioni facciali del suo personaggio, nutriva un forte interesse per il tipo di personaggio che Ubisoft aveva creato per lui. Khavari disse di aver fornito ad Esposito, il materiale base per aiutarlo a preparare la propria interpretazione durante la registrazione per il gioco, e durante le sue prove trovò in Esposito: "Una straordinaria empatia per i personaggi già interpretati, che non pensava che potesse portarla anche per Antón".

## Colonna sonora
La colonna sonora del videogioco è stata completamente composta da Pedro Bromfman.

## Espansioni

### Vaas: Follia
Il 16 novembre 2021 è stato pubblicato il primo DLC di Far Cry 6 "Vaas: Follia" ambientato nella mente del villain di Far Cry 3 Vaas Montenegro, che deve superare le prove e il volere di Citra per riuscire a fuggire dalla sua mente.

### Pagan: Controllo
L'11 gennaio 2022 è uscito il secondo DLC di Far Cry 6 " Pagan: Controllo" ambientato nella mente del villain di Far Cry 4 Pagan Min, che deve combattere contro una versione oscura di se stesso, "Il Tiranno", per il controllo della sua mente.

### Joseph: Collasso
L'8 febbraio 2022 è uscito il terzo ed ultimo DLC di Far Cry 6 "Joseph: Collasso" ambientato nella mente del villain di Far Cry 5 Joseph Seed, che ha come unico obiettivo quello di sconfiggere i suoi demoni interiori, superare il Collasso e fuggire dalla sua mente.

### Naufragio tra i mondi
Il 6 dicembre 2022 è uscita una quarta espansione per Far Cry 6 chiamata "Naufragio tra i mondi". Dopo aver esplorato uno strano sito di impatto di un meteorite, Dani Rojas si ritrova intrappolata in una capsula sovrannaturale in un altro mondo. Per fuggire, Dani dovrà superare una serie di "fratture" e ottenere i cinque frammenti rotti necessari per riparare la capsula spaziale e tornare a casa.